# Martin Tissing
Martin Johannes (Martin) Tissing (Groningen, 14 maart 1936 - aldaar, 23 november 2018) was een Nederlandse schilder en docent schilderkunst. Tissing werd tot de beste en bekendste Groningse schilders gerekend.

## Leven en werk
Tissing studeerde aan Academie Minerva (1953-1956) in Groningen, waar hij leerling was van onder anderen Willem Valk, Nico Bulder en Evert Musch. Hij volgde later (1965-1966) nog een opleiding aan de Academie van Beeldende Kunst te Warschau. Tissing voelde zich sterk verbonden met de stad Groningen, waar hij jaren in de binnenstad zijn atelier had.
Tissing begon als beeldhouwer, maar stapte al snel over naar het schilderen. Bij de Merwedestraat/Vechtstraat (Rivierenbuurt) in de stad Groningen staat het enige bronzen beeld van hem, de Lierspeelster (1963). Als graficus en schilder maakte hij abstracte kunst met een lyrische of poëtische inslag. Typerend voor zijn stijl van schilderen was het uitbundig gebruik van kleur. In tegenstelling tot veel andere kunstenaars, hield Tissing zich veelal meer bezig met waarom hij schildert, dan wat hij schildert. Tissing probeerde in zijn werk specifieke momenten en emoties vast te leggen die in het drukke alledaagse leven veelal worden genegeerd; hij trachtte zo "tot gestolde stilte" te komen.
Tissing werd na zijn opleiding leraar aan de Rijks- en gemeentelijke hbs, het Praedinius Gymnasium, de lerarenopleiding Ubbo Emmius en Academie Minerva (1978-1991), alle te Groningen.
Tussen 1959 en 1966 kreeg hij drie keer van het ministerie van Onderwijs en Cultuur een uitwisselingsbeurs. Hij woonde en werkte daardoor tijdelijk in Marrakesh, Rome en Polen. Ook de jaren daarna reisde hij nog veel naar het buitenland om te werken.
Tissing was lid van de Groninger Kunstenaarsvereniging Groep 57 en mede-oprichter van kunstenaarsgroep Nu (1959), met onder anderen Ploegleden Jan Jordens en Jan van der Zee.
Werken van Tissing zijn opgenomen in onder andere de collectie van het Groninger Museum en musea in het buitenland.

## Exposities (selectie)
- 1965 in het Groninger Museum: samen met Henri de Wolf, Jo van Dijk en Edu Waskowsky onder de naam Gr4k.[16]
- 1971 in Warschau in Klub Mpik.[15]
- 1985 in het Groninger Museum.[17]
- 1991 in De Oosterpoort te Groningen, samen met F.M. Hutchison, Wout Muller en Jet van Oosten.[18]
- 2001 in verschillende locaties in de stad Groningen, ter ere van zijn 65e verjaardag.[19]
- 2006 in Amsterdam, samen met Hans Boer, Ada Duker en Drewes de Wit.[20]
- 2009 in het Groninger Museum, als onderdeel van de expositie Jong in Groningen, samengesteld door Henk van Os.[1][16]
- 2014: Kunstenaars kiezen kunstenaars in Museum Martena te Franeker, samen met onder anderen Matthijs Röling, Pieter Pander, Jan van der Kooi en Hetty de Wette.[21]
- 2016 in Museum Belvédère te Heerenveen, ter ere van zijn tachtigste verjaardag.[3] In het kader van deze expositie werd ook het boek Martin Tissing – Zelfportret als dromer gepresenteerd.

## Documentaire
- Martin Tissing : kleuren van stilte. - Groningen : Stichting Beeldlijn, 2001. - 1 dvd-video (ca. 20 min.).
- Kunstschilder Martin Tissing bij Cunera.[3]

- Gemeinsame Normdatei: 138044198
- International Standard Name Identifier: 0000 0000 5916 0579
- Library of Congress Control Number: no2013053508
- Nederlandse Thesaurus van Auteursnamen: 074070622
- RKD-Nederlands Instituut voor Kunstgeschiedenis: 77647
- Système universitaire de documentation: 164443916
- Virtual International Authority File: 86194645
- WorldCat: E39PBJmxTc33TxkwpgFxcgB9Dq